# La Pobla de Benifassà
La Pobla de Benifassà (spanisch Puebla de Benifasar) ist eine Gemeinde (municipio) in Ostspanien, nahe der Costa del Azahar, an der nördlichen Grenze der Provinz Castelló. La Pobla de Benifassà hat 240 Einwohner (Stand: 2024). Die Gemeinde besteht aus den Ortschaften El Ballestar, El Bojar, Convento de Benifasar, Corachar, Fredes, El Mangraner, Masía Molino del Abad und San Pedro.

## Lage
La Pobla de Benifassà liegt etwa 80 Kilometer nordnordöstlich von Castelló de la Plana und etwa 135 Kilometer nordnordöstlich von Valencia in einer Höhe von ca. 705 m. Im Gemeindegebiet liegt der Stausee Embassament d’Ulldecona im Parque Natural de la Tenencia de Benifasar.

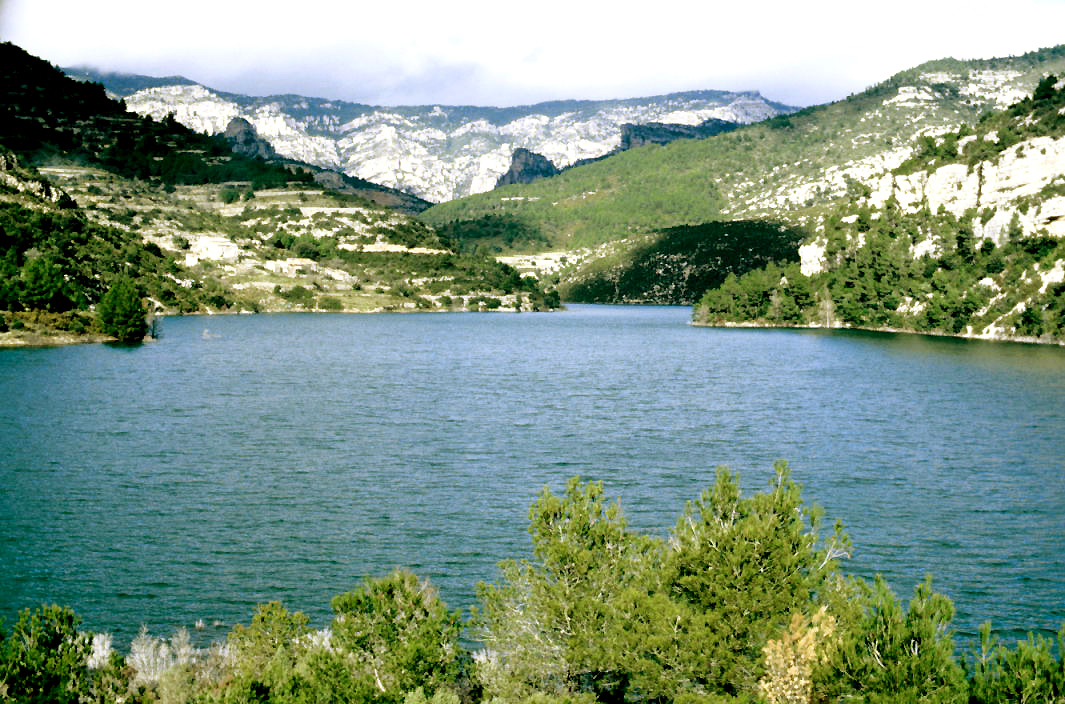
Stausee Ulldecona

## Bevölkerungsentwicklung
| Jahr      | 1900 | 1950 | 1970 | 1981 | 1991 | 2001 | 2011 | 2021 |
| Einwohner | 849  | 578  | 326  | 365  | 227  | 227  | 288  | 214  |

## Sehenswürdigkeiten
- Peterskirche
- Kirche Mariä Himmelfahrt
- Salvatorkirche
- Jakobskirche
- Marienkloster der Zisterzienser, 1235 begründet, 1835 aufgelöst, 1968 durch Kartäuserinnen wieder besiedelt, 2019 leer gezogen
- Dreifaltigkeitskapelle

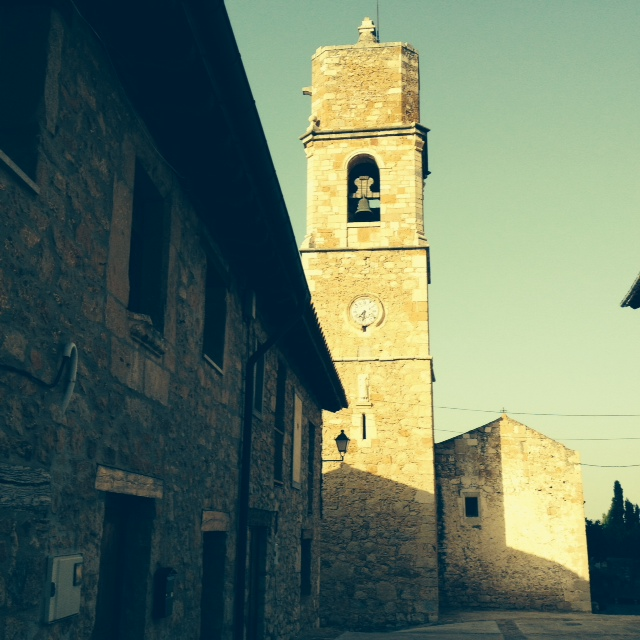
Salvatorkirche
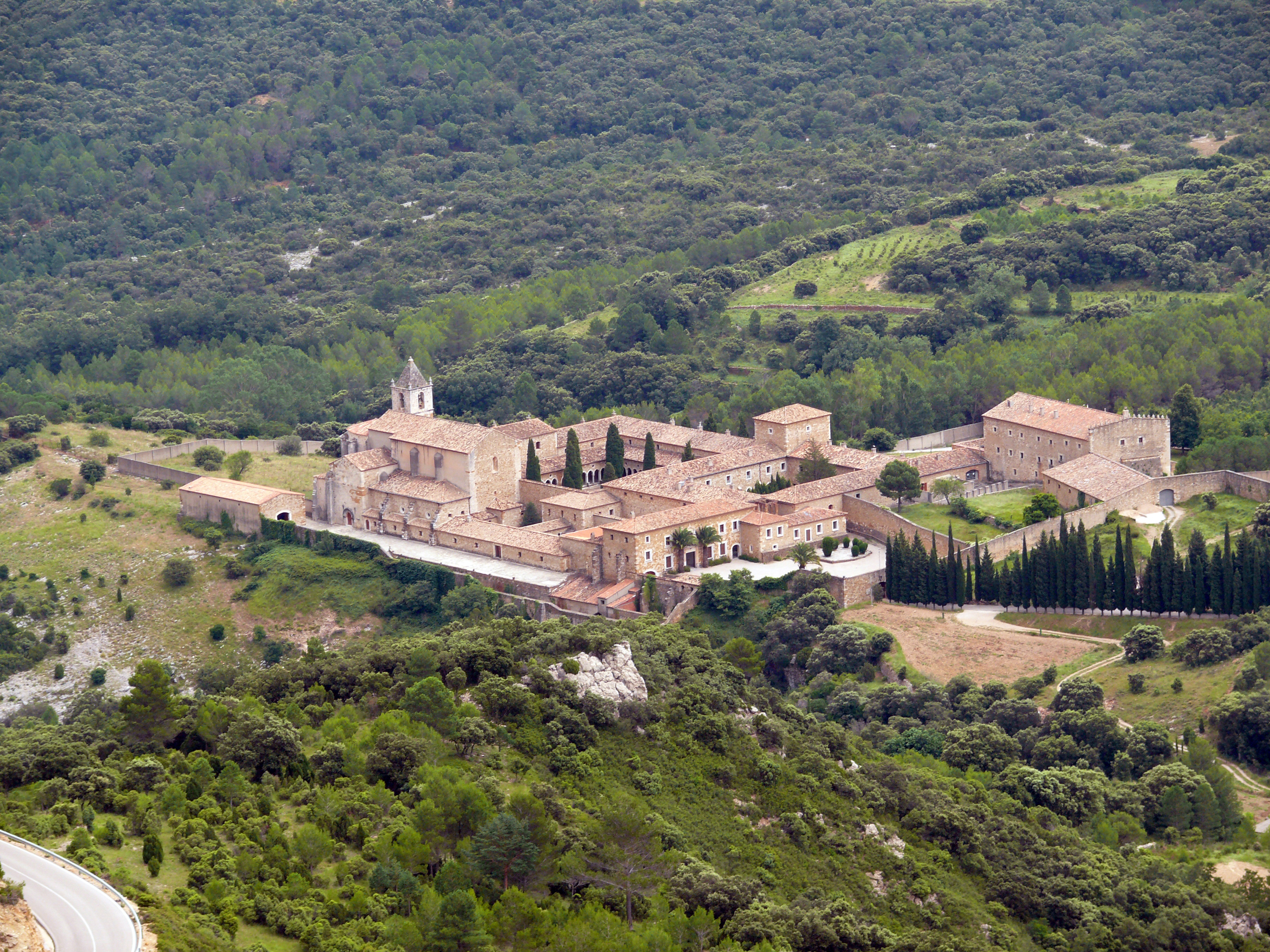
Marienkloster